# 林岗 (1925年)
林岗（1925年—），原名张冠生，曾用名张毅，男，山东宁津人，中国油画家，曾任中央美术学院教授。其妻庞壔亦为中央美院教授，她是近代著名画家庞薰琹之女。